# Ferdinand Kirnberger
Ferdinand Kirnberger (* 12. Januar 1875 in Mainz; † 25. Juni 1962 in Darmstadt) war ein hessischer Politiker (Zentrum) und Minister des Volksstaates Hessen.

## Ausbildung und Beruf
Ferdinand Kirnberger war der Sohn des Mediziners Josef Theodor und Caroline Kirnberger. Er studierte nach dem Abitur Rechtswissenschaften an der Universitäten Freiburg im Breisgau, Berlin und Gießen. Nach den beiden Staatsprüfungen arbeitet er im Staatsdienst. Nach dem Ersten Weltkrieg wurde er zum Oberregierungsrat und später zum Ministerialrat befördert.
Im Jahr 1949 wurde er Präsident des Verwaltungsgerichtes Darmstadt.

## Politik
Ferdinand Kirnberger war Mitglied der Zentrumspartei. Unter Staatspräsident Carl Ulrich trat Kirnberger am 21. Juli 1927 als Innenminister in das hessische Kabinett ein. Vom 14. Februar 1928 bis zum 13. März 1933 war er Finanz- und Justizminister unter Bernhard Adelung.
Mit der Machtübernahme der Nationalsozialisten 1933 verlor er seine Posten und wurde in den Ruhestand versetzt.
Nach dem Zweiten Weltkrieg gehörte Kirnberger zu den Gründern der Darmstädter CDU, übernahm aber dort keine Ämter mehr.

## Sonstiges
Ferdinand Kirnberger war 1954 Gründungsmitglied der Darmstädter Gesellschaft für Christlich-Jüdische Zusammenarbeit. Er war seit 1924 Ehrenmitglied der katholischen Studentenverbindung KDStV Rheinpfalz Darmstadt im CV.

## Ehrungen
- 1953: Großes Verdienstkreuz der Bundesrepublik Deutschland
- Nach Ferdinand Kirnberger ist seit dem 6. Januar 1965 die Kirnbergerstrasse im Darmstädter Stadtteil Eberstadt benannt.

## Werke
- Laiengespräche über den Staat. 1947
- Zeitschrift: Kirche und Gesellschaft. Soziologische Veröffentlichungen des kath. Akademikerverbandes. / Hrsg. von Ferdinand Kirnberger